# Лора Глаузер
Лора Глаузер (фр. Laura Glauser, нар. 20 серпня 1993) — французька гандболістка, срібна призерка Олімпійських ігор 2016 року.

## Виступи на Олімпіадах
| Олімпіада           | Дисципліна | Місце |
| ------------------- | ---------- | ----- |
| Ріо-де-Жанейро 2016 | гандбол    | 2     |

## Зовнішні посилання
- Лора Глаузер — олімпійська статистика на сайті Sports-Reference.com (англ.) (архівна версія)

1. 1 2 3 4  https://www.ffhandball.fr/fr/equipes-de-france/handball/a/equipe-de-france-feminine/joueuses/laura-glauser